# Артамонов Володимир Олександрович
Володимир Олександрович Артамонов (14 липня 1924, місто Нижній Ломов, тепер Пензенської області, Російська Федерація — 10 липня 2010, місто Київ) — український радянський партійний діяч, 1-й секретар Криворізького міськкому КПУ. Герой Соціалістичної Праці (30.03.1971). Депутат Верховної Ради УРСР 8—9-го скликань. Член ЦК КПУ в 1971—1981 р.

## Біографія

Могила Володимира Артамонова та його родини, Байкове кладовище

Народився у родині робітника-коваля. Навчався в Нижнєломовській середній школі № 2.
У 1941—1950 р. — бляхар (жерстяник), шофер військового заводу № 255 у місті Нижньому Ломові, диспетчер автомобільної колони автотранспортних підприємств Пензенської області РРФСР.
У 1950—1955 р. — студент Криворізького гірничорудного інституту, отримав спеціальність гірничий інженер.
Член КПРС з 1952 року.
У 1955 році, після закінчення інституту, працював гірничим майстром шахти «Гігант» рудоуправління імені Дзержинського у місті Кривому Розі.
У 1955—1960 р. — завідувач промислово-транспортного відділу Криворізького міського комітету КПУ Дніпропетровської області.
У 1960—1965 р. — 1-й секретар Жовтневого районного комітету КПУ міста Кривого Рогу.
У 1965—1967 р. — 2-й секретар Криворізького міського комітету КПУ.
У 1967—1973 р. — 1-й секретар Криворізького міського комітету КПУ Дніпропетровської області.
У квітні 1973 — 7 червня 1977 р. — 2-й секретар Одеського обласного комітету КПУ.
У травні 1977 — 21 жовтня 1988 р. — 1-й заступник голови Комітету народного контролю Української РСР.
У 1988—1991 р. — секретар правління Спілки економістів Української РСР.
У 1991—1999 р. — провідний інженер відділу нерудної промисловості Управління будівельної індустрії і промисловості будівельних матеріалів корпорації «Украгропромбуд» у Києві.
Потім — на пенсії у Києві. Член ради Організації ветеранів України, делегат IV і V з'їздів ветеранів. Обирався Головою Ради Героїв Соціалістичної Праці міста Києва.
Помер за чотири дні до 86-го дня народження, 10 липня 2010 року. Похований разом з родиною на Байковому кладовищі Києва (ділянка № 49а).

## Нагороди
- Герой Соціалістичної Праці (30.03.1971)
- орден Леніна (30.03.1971)
- орден Трудового Червоного Прапора (1966)
- орден Знак Пошани (1958)
- орден Жовтневої революції (1976)
- медалі
- медаль «За доблесну працю у Великій Вітчизняній війні 1941—1945 років»
- дві Почесні грамоти Президії Верховної Ради Української РСР (12.07.1974, 13.07.1984)